# Psilochalcis usta
Psilochalcis usta is een vliesvleugelig insect uit de familie bronswespen (Chalcididae). De wetenschappelijke naam is voor het eerst geldig gepubliceerd in 1981 door Grissell & Schauff.